# NGC 5421B
NGC 5421B је галаксија у сазвежђу Ловачки пси која се налази на NGC листи објеката дубоког неба.
Деклинација објекта је + 33° 49' 19" а ректасцензија 14h 1m 42,1s. Привидна величина (магнитуда) објекта NGC 5421 износи 13,2 а фотографска магнитуда 14,2. NGC 5421B је још познат и под ознакама UGC 8941, MCG 6-31-45, MK 665, ARP 111, KUG 1359+340, CGCG 191-33, VV 120, IRAS 13594+3403, KCPG 407B, 1ZW 78, PGC 49950.